# Gaffari
Gaffari è un cognome di lingua italiana.

## Varianti
Gaffarelli, Gaffarello, Gaffarini, Gaffaro.

## Origine e diffusione
Il cognome compare al centro-nord Italia.
Potrebbe derivare dal termine cafaro e quindi essere affine a Cafaro o dal prenome Gualfredo ed essere quindi essere affine a Gualfredo.

## Famiglie nobili
A Mantova la nobile e potente famiglia dei Gaffari era presente già nel XIII secolo.